# 詹傑
詹傑（1985年3月10日—），本名詹俊傑，為臺灣舞台劇與電視編劇，
2008年於北藝大就讀研究所時期開始進行編劇創作，同時擔任藝文報導寫手與節目企劃。創作題材專注於台灣當代社會議題與歷史人文素材，利用戲劇創作引領觀眾反思處境，進而產生共鳴。

## 舞台劇作品
- 2008年《黃昏》教育部文藝創作獎劇本獎
- 2009年《電梯與樓梯》台北文學獎劇本獎入圍決選
- 2010年《萊拉》台北文學獎劇本推薦獎，2013年於北藝大學生畢製呈現
- 2010年《躲謎藏》第一屆俞大綱劇本獎優選
- 2011年《逆旅》台灣文學獎劇本創作金典獎，2012&2013年由創作社搬演
- 2012年《寄居》台北文學獎劇本首獎，2013由狂想劇場搬演
- 2015年《愛滋味》2015新北市文學獎劇本獎
- 2015年《像我這樣的查某人》2015牯嶺街小劇場年度評審大獎
- 2016年《拼裝家族》動見体劇團製作演出
- 2016年《暴雨將至》動見体劇團製作演出
- 2017年《時間沉默地改變了什麼──默默計畫2017》集體創作文本整理-黑眼睛跨劇團
- 2017年《微塵·望鄉》無獨有偶工作室劇團
- 2019年《麗晶卡拉OK的最後一夜》躍演劇團
- 2021年《勸世三姊妹》躍演劇團
- 2022年《THE 浮浪貢 OF 龍興46》飛人集社劇團

## 電視劇作品
- 2013年《刺蝟男孩》（2013年公視二十集電視劇，與王小棣導演稻田工作室合作，獲第四十九屆金鐘獎最佳編劇）
- 2014年《降生十二星座》（2014文化部文學改編專案，與王小棣導演稻田工作室合作）
- 2015年《長不大的爸爸》（2015年二十集電視劇，與王小棣導演稻田工作室合作）
- 2017年《植劇場－天黑請閉眼》（故事原創）（2017年七集電視劇，與陳世杰、王詞仰合作）
- 2017年《植劇場－積木之家》（2017年七集電視劇，與陳世杰、王詞仰合作）
- 2017年《植劇場－花甲男孩轉大人》（2017年七集電視劇，與楊富閔、楊璧瑩、吳翰杰合作）
- 2022年《茁劇場－綠島金魂》（2022年六集電視劇，與柯雁心合作）
- 2025年《死了一個娛樂女記者之後》（2025年八集電視劇，與陳昱俐、段子薇、柯佳蕙、林志濤、郭柏伸、梁秀紅、吳旻炫合作）

## 文學作品
- 2011年《走音》第七屆林榮三文學獎．散文二獎[2]
- 2013年《城市地質學：一八八四探勘手記》國家文藝基金會創作補助計畫

## 獎項紀錄
| 年份   | 頒獎典禮     | 獎項           | 劇集                   | 共同入圍者             | 結果 |
| ------ | ------------ | -------------- | ---------------------- | ---------------------- | ---- |
| 2014年 | 第49屆金鐘獎 | 戲劇節目編劇獎 | 刺蝟男孩               | 王小棣、安哲毅、張可欣 | 獲獎 |
| 2018年 | 第53屆金鐘獎 | 戲劇節目編劇獎 | 植劇場－花甲男孩轉大人 | 楊富閔、楊璧瑩、吳翰杰 | 入圍 |

## 外部連結
- 詹傑的Facebook專頁
- 詹傑 - MovieCool 華文影劇數據平台
- 詹傑 - 台灣電影網 Taiwan Cinema